# Barrio San Antonio los Pinos
Barrio San Antonio los Pinos är en ort i Mexiko.   Den ligger i kommunen San Martín Peras och delstaten Oaxaca, i den sydöstra delen av landet, 250 km söder om huvudstaden Mexico City. Barrio San Antonio los Pinos ligger 2 007 meter över havet och antalet invånare är 128.
Terrängen runt Barrio San Antonio los Pinos är lite bergig. Runt Barrio San Antonio los Pinos är det ganska glesbefolkat, med 30 invånare per kvadratkilometer. Närmaste större samhälle är San Vicente Zoyatlán, 13,2 km väster om Barrio San Antonio los Pinos. I omgivningarna runt Barrio San Antonio los Pinos växer huvudsakligen savannskog.